# بنهران
بنهران هي قرية لبنانية  من قرى قضاء الكورة في محافظة الشمال.
يبلغ عدد سكان القرية 566 نسمة، موزعين على 56 عائلة.